# 中華基督教會基法小學（油塘）
中華基督教會基法小學（油塘）（英語：CCC Kei Faat Primary School (Yau Tong)）為一所直屬中華基督教會香港區會的小學，於1965年成立。
由於舊址不足以用作合併上、下午校為一間全日制學校，基法小學於2001年申請校舍分拆，並獲批准。其後，此校決定改為整體遷入新校舍，並於2005年9月起由觀塘月華街舊校遷往油塘新校；至於原址則用作遷置同系基順小學主流班，並改用「基法小學」校名 。
學校採用小班教學，每級設6班，而每班平均有25名學生，AB班為精英班，平均有30名學生。

## 傳媒報導
- 《星島日報》 良師化壓力為動力 培育下一代 (2010年12月7日)
- 《奇妙恩典》 學校快遞 為主獻上一台好戲《Secret Angel》（页面存档备份，存于）
- 《奇妙恩典》 中華基督教會基法小學（油塘） 讚美歌聲遍校園（页面存档备份，存于）
- 《匯聲》 耶穌愛你 ‧耶穌愛我 (2010年9月)
- 《英文虎報—小小英語樂》 Let my people go（页面存档备份，存于） (2010年11月3日)
- 《星島日報—陽光校園》 各展所長 共演師歌劇（页面存档备份，存于） (2010年10月7日)
- 《天使心》 校園佳音（页面存档备份，存于）
- 《大公報—活力校園》 井蛙破樊籬 創意賽奪冠（页面存档备份，存于） (2010年9月14日)
- 《親子王周刊》訪問基法(油塘)視藝科主任黎錦莊老師（页面存档备份，存于） (2011年11月17日)
- 《匯聲》 以福音劇傳揚基督大愛  (2012年4月)
- 《太陽報—社論》 基法(油塘)小六學生升讀英華女學校（页面存档备份，存于） (2012年7月11日)
- 《經濟日報》 企鵝尋找天堂–無對白演繹環保劇（页面存档备份，存于）
- 《東週刊》 力推合作學習法（页面存档备份，存于） (2014年6月4日)
- 《SUNDAY KISS》 觀塘區新起之秀（页面存档备份，存于）
- 《經濟日報》 音樂劇學耶穌事跡（页面存档备份，存于） (2014年12月18日)
- 《明報教得樂》 合作式學習各展所長（页面存档备份，存于） (2015年9月29日)

## 著名/傑出校友
- 陳承緯（1971年）：康樂及文化事務署助理署長（文物及博物館）
- 李子建（1973年）：香港教育大學校長
- 黃修平（1987年）：香港電影導演
- 楊世傑（1993年）：新加坡科技與設計大學助理教授
- 楊翠玲（1994年）：前香港劍擊代表隊成員
- 郭必錚（1969年下午校）：前民建聯觀塘區區議員
- 甄子丹：香港武打國際巨星
- 陳欣茵（2008年）：香港 KOL 後生仔傾吓偈，前J2ers
- 張國林（1972年）: 環星音樂/環星娛樂 創辦人丨IFPI 香港會主席
- 鄧慧詩（1973年）：香港唱片騎師
- 蔡惠琴，JP（1967年）：泰田、麥基爾國際顧問有限公司主任顧問及亞太區總經理、前香港都會大學校董會成員
- 丘南希（2002年）：溜冰教練、ViuTV電視劇《冰上火花》顧問兼教練
- 鄭耀軒（2020年）：香港童星